# شاهد الملك تايجونغ ميول
شاهد الملك تايجونغ ميول (بالكورية: 경주 태종무열왕릉비) هو الكنز الوطني لكوريا الجنوبية رقم 25.